# Lien Vos-van Gortel
Maria Wesselina Margaretha (Lien) Vos-van Gortel (Abcoude, 2 november 1931 – Utrecht, 10 juni 2023) was een Nederlands politicus voor de VVD. Zij was de eerste vrouwelijke burgemeester van Utrecht.

## Carrière
Lien van Gortel werd geboren als dochter van een huisarts. Ze ging naar het Amsterdams Lyceum in Amsterdam, waar ze haar gymnasium-b diploma behaalde en studeerde geneeskunde aan de Gemeentelijke Universiteit te Amsterdam. 
Ze werd eerst wethouder van Financiën te Den Haag. Van 1 september 1970 tot 1 april 1981 was ze gemeenteraadslid in deze stad, van 3 september 1974 tot 1 april 1981 wethouder. Vervolgens was ze burgemeester van Utrecht, van 1 april 1981 tot 1 oktober 1992 en lid van de Raad van State, van 1 oktober 1992 tot 1 december 2001. 

### Onderscheidingen
Op 29 april 1988 werd ze benoemd tot Ridder in de Orde van de Nederlandse Leeuw.

## Privé
Lien Vos trouwde op 16 maart 1957 met Jan Eling Vos (1927-2002) en kreeg drie zoons. Ze overleed op 91-jarige leeftijd.
- Parlement.com: vg09llyjdrxx